# Исак Болеславски
Исак Болеславски (рус. Исаак Ефремович Болеславский; рођен је 9. јуна 1919. у месту Золотоноша, Руска СФСР - умро у Минску, СССР, 15. фебруара 1977. у 57-ој години живота) био је украјинско-јеврејски велемајстор.

## Шаховска каријера
|   | a | b | c | d | e | f | g | h |   |
| 8 | a8 black rook · c8 black bishop · d8 black queen · e8 black king · f8 black bishop · h8 black rook · a7 black pawn · b7 black pawn · f7 black pawn · g7 black pawn · h7 black pawn · c6 black knight · d6 black pawn · f6 black knight · e5 black pawn · d4 white knight · e4 white pawn · c3 white knight · a2 white pawn · b2 white pawn · c2 white pawn · e2 white bishop · f2 white pawn · g2 white pawn · h2 white pawn · a1 white rook · c1 white bishop · d1 white queen · e1 white king · h1 white rook | a8 black rook · c8 black bishop · d8 black queen · e8 black king · f8 black bishop · h8 black rook · a7 black pawn · b7 black pawn · f7 black pawn · g7 black pawn · h7 black pawn · c6 black knight · d6 black pawn · f6 black knight · e5 black pawn · d4 white knight · e4 white pawn · c3 white knight · a2 white pawn · b2 white pawn · c2 white pawn · e2 white bishop · f2 white pawn · g2 white pawn · h2 white pawn · a1 white rook · c1 white bishop · d1 white queen · e1 white king · h1 white rook | a8 black rook · c8 black bishop · d8 black queen · e8 black king · f8 black bishop · h8 black rook · a7 black pawn · b7 black pawn · f7 black pawn · g7 black pawn · h7 black pawn · c6 black knight · d6 black pawn · f6 black knight · e5 black pawn · d4 white knight · e4 white pawn · c3 white knight · a2 white pawn · b2 white pawn · c2 white pawn · e2 white bishop · f2 white pawn · g2 white pawn · h2 white pawn · a1 white rook · c1 white bishop · d1 white queen · e1 white king · h1 white rook | a8 black rook · c8 black bishop · d8 black queen · e8 black king · f8 black bishop · h8 black rook · a7 black pawn · b7 black pawn · f7 black pawn · g7 black pawn · h7 black pawn · c6 black knight · d6 black pawn · f6 black knight · e5 black pawn · d4 white knight · e4 white pawn · c3 white knight · a2 white pawn · b2 white pawn · c2 white pawn · e2 white bishop · f2 white pawn · g2 white pawn · h2 white pawn · a1 white rook · c1 white bishop · d1 white queen · e1 white king · h1 white rook | a8 black rook · c8 black bishop · d8 black queen · e8 black king · f8 black bishop · h8 black rook · a7 black pawn · b7 black pawn · f7 black pawn · g7 black pawn · h7 black pawn · c6 black knight · d6 black pawn · f6 black knight · e5 black pawn · d4 white knight · e4 white pawn · c3 white knight · a2 white pawn · b2 white pawn · c2 white pawn · e2 white bishop · f2 white pawn · g2 white pawn · h2 white pawn · a1 white rook · c1 white bishop · d1 white queen · e1 white king · h1 white rook | a8 black rook · c8 black bishop · d8 black queen · e8 black king · f8 black bishop · h8 black rook · a7 black pawn · b7 black pawn · f7 black pawn · g7 black pawn · h7 black pawn · c6 black knight · d6 black pawn · f6 black knight · e5 black pawn · d4 white knight · e4 white pawn · c3 white knight · a2 white pawn · b2 white pawn · c2 white pawn · e2 white bishop · f2 white pawn · g2 white pawn · h2 white pawn · a1 white rook · c1 white bishop · d1 white queen · e1 white king · h1 white rook | a8 black rook · c8 black bishop · d8 black queen · e8 black king · f8 black bishop · h8 black rook · a7 black pawn · b7 black pawn · f7 black pawn · g7 black pawn · h7 black pawn · c6 black knight · d6 black pawn · f6 black knight · e5 black pawn · d4 white knight · e4 white pawn · c3 white knight · a2 white pawn · b2 white pawn · c2 white pawn · e2 white bishop · f2 white pawn · g2 white pawn · h2 white pawn · a1 white rook · c1 white bishop · d1 white queen · e1 white king · h1 white rook | a8 black rook · c8 black bishop · d8 black queen · e8 black king · f8 black bishop · h8 black rook · a7 black pawn · b7 black pawn · f7 black pawn · g7 black pawn · h7 black pawn · c6 black knight · d6 black pawn · f6 black knight · e5 black pawn · d4 white knight · e4 white pawn · c3 white knight · a2 white pawn · b2 white pawn · c2 white pawn · e2 white bishop · f2 white pawn · g2 white pawn · h2 white pawn · a1 white rook · c1 white bishop · d1 white queen · e1 white king · h1 white rook | 8 |
| 7 | a8 black rook · c8 black bishop · d8 black queen · e8 black king · f8 black bishop · h8 black rook · a7 black pawn · b7 black pawn · f7 black pawn · g7 black pawn · h7 black pawn · c6 black knight · d6 black pawn · f6 black knight · e5 black pawn · d4 white knight · e4 white pawn · c3 white knight · a2 white pawn · b2 white pawn · c2 white pawn · e2 white bishop · f2 white pawn · g2 white pawn · h2 white pawn · a1 white rook · c1 white bishop · d1 white queen · e1 white king · h1 white rook | a8 black rook · c8 black bishop · d8 black queen · e8 black king · f8 black bishop · h8 black rook · a7 black pawn · b7 black pawn · f7 black pawn · g7 black pawn · h7 black pawn · c6 black knight · d6 black pawn · f6 black knight · e5 black pawn · d4 white knight · e4 white pawn · c3 white knight · a2 white pawn · b2 white pawn · c2 white pawn · e2 white bishop · f2 white pawn · g2 white pawn · h2 white pawn · a1 white rook · c1 white bishop · d1 white queen · e1 white king · h1 white rook | a8 black rook · c8 black bishop · d8 black queen · e8 black king · f8 black bishop · h8 black rook · a7 black pawn · b7 black pawn · f7 black pawn · g7 black pawn · h7 black pawn · c6 black knight · d6 black pawn · f6 black knight · e5 black pawn · d4 white knight · e4 white pawn · c3 white knight · a2 white pawn · b2 white pawn · c2 white pawn · e2 white bishop · f2 white pawn · g2 white pawn · h2 white pawn · a1 white rook · c1 white bishop · d1 white queen · e1 white king · h1 white rook | a8 black rook · c8 black bishop · d8 black queen · e8 black king · f8 black bishop · h8 black rook · a7 black pawn · b7 black pawn · f7 black pawn · g7 black pawn · h7 black pawn · c6 black knight · d6 black pawn · f6 black knight · e5 black pawn · d4 white knight · e4 white pawn · c3 white knight · a2 white pawn · b2 white pawn · c2 white pawn · e2 white bishop · f2 white pawn · g2 white pawn · h2 white pawn · a1 white rook · c1 white bishop · d1 white queen · e1 white king · h1 white rook | a8 black rook · c8 black bishop · d8 black queen · e8 black king · f8 black bishop · h8 black rook · a7 black pawn · b7 black pawn · f7 black pawn · g7 black pawn · h7 black pawn · c6 black knight · d6 black pawn · f6 black knight · e5 black pawn · d4 white knight · e4 white pawn · c3 white knight · a2 white pawn · b2 white pawn · c2 white pawn · e2 white bishop · f2 white pawn · g2 white pawn · h2 white pawn · a1 white rook · c1 white bishop · d1 white queen · e1 white king · h1 white rook | a8 black rook · c8 black bishop · d8 black queen · e8 black king · f8 black bishop · h8 black rook · a7 black pawn · b7 black pawn · f7 black pawn · g7 black pawn · h7 black pawn · c6 black knight · d6 black pawn · f6 black knight · e5 black pawn · d4 white knight · e4 white pawn · c3 white knight · a2 white pawn · b2 white pawn · c2 white pawn · e2 white bishop · f2 white pawn · g2 white pawn · h2 white pawn · a1 white rook · c1 white bishop · d1 white queen · e1 white king · h1 white rook | a8 black rook · c8 black bishop · d8 black queen · e8 black king · f8 black bishop · h8 black rook · a7 black pawn · b7 black pawn · f7 black pawn · g7 black pawn · h7 black pawn · c6 black knight · d6 black pawn · f6 black knight · e5 black pawn · d4 white knight · e4 white pawn · c3 white knight · a2 white pawn · b2 white pawn · c2 white pawn · e2 white bishop · f2 white pawn · g2 white pawn · h2 white pawn · a1 white rook · c1 white bishop · d1 white queen · e1 white king · h1 white rook | a8 black rook · c8 black bishop · d8 black queen · e8 black king · f8 black bishop · h8 black rook · a7 black pawn · b7 black pawn · f7 black pawn · g7 black pawn · h7 black pawn · c6 black knight · d6 black pawn · f6 black knight · e5 black pawn · d4 white knight · e4 white pawn · c3 white knight · a2 white pawn · b2 white pawn · c2 white pawn · e2 white bishop · f2 white pawn · g2 white pawn · h2 white pawn · a1 white rook · c1 white bishop · d1 white queen · e1 white king · h1 white rook | 7 |
| 6 | a8 black rook · c8 black bishop · d8 black queen · e8 black king · f8 black bishop · h8 black rook · a7 black pawn · b7 black pawn · f7 black pawn · g7 black pawn · h7 black pawn · c6 black knight · d6 black pawn · f6 black knight · e5 black pawn · d4 white knight · e4 white pawn · c3 white knight · a2 white pawn · b2 white pawn · c2 white pawn · e2 white bishop · f2 white pawn · g2 white pawn · h2 white pawn · a1 white rook · c1 white bishop · d1 white queen · e1 white king · h1 white rook | a8 black rook · c8 black bishop · d8 black queen · e8 black king · f8 black bishop · h8 black rook · a7 black pawn · b7 black pawn · f7 black pawn · g7 black pawn · h7 black pawn · c6 black knight · d6 black pawn · f6 black knight · e5 black pawn · d4 white knight · e4 white pawn · c3 white knight · a2 white pawn · b2 white pawn · c2 white pawn · e2 white bishop · f2 white pawn · g2 white pawn · h2 white pawn · a1 white rook · c1 white bishop · d1 white queen · e1 white king · h1 white rook | a8 black rook · c8 black bishop · d8 black queen · e8 black king · f8 black bishop · h8 black rook · a7 black pawn · b7 black pawn · f7 black pawn · g7 black pawn · h7 black pawn · c6 black knight · d6 black pawn · f6 black knight · e5 black pawn · d4 white knight · e4 white pawn · c3 white knight · a2 white pawn · b2 white pawn · c2 white pawn · e2 white bishop · f2 white pawn · g2 white pawn · h2 white pawn · a1 white rook · c1 white bishop · d1 white queen · e1 white king · h1 white rook | a8 black rook · c8 black bishop · d8 black queen · e8 black king · f8 black bishop · h8 black rook · a7 black pawn · b7 black pawn · f7 black pawn · g7 black pawn · h7 black pawn · c6 black knight · d6 black pawn · f6 black knight · e5 black pawn · d4 white knight · e4 white pawn · c3 white knight · a2 white pawn · b2 white pawn · c2 white pawn · e2 white bishop · f2 white pawn · g2 white pawn · h2 white pawn · a1 white rook · c1 white bishop · d1 white queen · e1 white king · h1 white rook | a8 black rook · c8 black bishop · d8 black queen · e8 black king · f8 black bishop · h8 black rook · a7 black pawn · b7 black pawn · f7 black pawn · g7 black pawn · h7 black pawn · c6 black knight · d6 black pawn · f6 black knight · e5 black pawn · d4 white knight · e4 white pawn · c3 white knight · a2 white pawn · b2 white pawn · c2 white pawn · e2 white bishop · f2 white pawn · g2 white pawn · h2 white pawn · a1 white rook · c1 white bishop · d1 white queen · e1 white king · h1 white rook | a8 black rook · c8 black bishop · d8 black queen · e8 black king · f8 black bishop · h8 black rook · a7 black pawn · b7 black pawn · f7 black pawn · g7 black pawn · h7 black pawn · c6 black knight · d6 black pawn · f6 black knight · e5 black pawn · d4 white knight · e4 white pawn · c3 white knight · a2 white pawn · b2 white pawn · c2 white pawn · e2 white bishop · f2 white pawn · g2 white pawn · h2 white pawn · a1 white rook · c1 white bishop · d1 white queen · e1 white king · h1 white rook | a8 black rook · c8 black bishop · d8 black queen · e8 black king · f8 black bishop · h8 black rook · a7 black pawn · b7 black pawn · f7 black pawn · g7 black pawn · h7 black pawn · c6 black knight · d6 black pawn · f6 black knight · e5 black pawn · d4 white knight · e4 white pawn · c3 white knight · a2 white pawn · b2 white pawn · c2 white pawn · e2 white bishop · f2 white pawn · g2 white pawn · h2 white pawn · a1 white rook · c1 white bishop · d1 white queen · e1 white king · h1 white rook | a8 black rook · c8 black bishop · d8 black queen · e8 black king · f8 black bishop · h8 black rook · a7 black pawn · b7 black pawn · f7 black pawn · g7 black pawn · h7 black pawn · c6 black knight · d6 black pawn · f6 black knight · e5 black pawn · d4 white knight · e4 white pawn · c3 white knight · a2 white pawn · b2 white pawn · c2 white pawn · e2 white bishop · f2 white pawn · g2 white pawn · h2 white pawn · a1 white rook · c1 white bishop · d1 white queen · e1 white king · h1 white rook | 6 |
| 5 | a8 black rook · c8 black bishop · d8 black queen · e8 black king · f8 black bishop · h8 black rook · a7 black pawn · b7 black pawn · f7 black pawn · g7 black pawn · h7 black pawn · c6 black knight · d6 black pawn · f6 black knight · e5 black pawn · d4 white knight · e4 white pawn · c3 white knight · a2 white pawn · b2 white pawn · c2 white pawn · e2 white bishop · f2 white pawn · g2 white pawn · h2 white pawn · a1 white rook · c1 white bishop · d1 white queen · e1 white king · h1 white rook | a8 black rook · c8 black bishop · d8 black queen · e8 black king · f8 black bishop · h8 black rook · a7 black pawn · b7 black pawn · f7 black pawn · g7 black pawn · h7 black pawn · c6 black knight · d6 black pawn · f6 black knight · e5 black pawn · d4 white knight · e4 white pawn · c3 white knight · a2 white pawn · b2 white pawn · c2 white pawn · e2 white bishop · f2 white pawn · g2 white pawn · h2 white pawn · a1 white rook · c1 white bishop · d1 white queen · e1 white king · h1 white rook | a8 black rook · c8 black bishop · d8 black queen · e8 black king · f8 black bishop · h8 black rook · a7 black pawn · b7 black pawn · f7 black pawn · g7 black pawn · h7 black pawn · c6 black knight · d6 black pawn · f6 black knight · e5 black pawn · d4 white knight · e4 white pawn · c3 white knight · a2 white pawn · b2 white pawn · c2 white pawn · e2 white bishop · f2 white pawn · g2 white pawn · h2 white pawn · a1 white rook · c1 white bishop · d1 white queen · e1 white king · h1 white rook | a8 black rook · c8 black bishop · d8 black queen · e8 black king · f8 black bishop · h8 black rook · a7 black pawn · b7 black pawn · f7 black pawn · g7 black pawn · h7 black pawn · c6 black knight · d6 black pawn · f6 black knight · e5 black pawn · d4 white knight · e4 white pawn · c3 white knight · a2 white pawn · b2 white pawn · c2 white pawn · e2 white bishop · f2 white pawn · g2 white pawn · h2 white pawn · a1 white rook · c1 white bishop · d1 white queen · e1 white king · h1 white rook | a8 black rook · c8 black bishop · d8 black queen · e8 black king · f8 black bishop · h8 black rook · a7 black pawn · b7 black pawn · f7 black pawn · g7 black pawn · h7 black pawn · c6 black knight · d6 black pawn · f6 black knight · e5 black pawn · d4 white knight · e4 white pawn · c3 white knight · a2 white pawn · b2 white pawn · c2 white pawn · e2 white bishop · f2 white pawn · g2 white pawn · h2 white pawn · a1 white rook · c1 white bishop · d1 white queen · e1 white king · h1 white rook | a8 black rook · c8 black bishop · d8 black queen · e8 black king · f8 black bishop · h8 black rook · a7 black pawn · b7 black pawn · f7 black pawn · g7 black pawn · h7 black pawn · c6 black knight · d6 black pawn · f6 black knight · e5 black pawn · d4 white knight · e4 white pawn · c3 white knight · a2 white pawn · b2 white pawn · c2 white pawn · e2 white bishop · f2 white pawn · g2 white pawn · h2 white pawn · a1 white rook · c1 white bishop · d1 white queen · e1 white king · h1 white rook | a8 black rook · c8 black bishop · d8 black queen · e8 black king · f8 black bishop · h8 black rook · a7 black pawn · b7 black pawn · f7 black pawn · g7 black pawn · h7 black pawn · c6 black knight · d6 black pawn · f6 black knight · e5 black pawn · d4 white knight · e4 white pawn · c3 white knight · a2 white pawn · b2 white pawn · c2 white pawn · e2 white bishop · f2 white pawn · g2 white pawn · h2 white pawn · a1 white rook · c1 white bishop · d1 white queen · e1 white king · h1 white rook | a8 black rook · c8 black bishop · d8 black queen · e8 black king · f8 black bishop · h8 black rook · a7 black pawn · b7 black pawn · f7 black pawn · g7 black pawn · h7 black pawn · c6 black knight · d6 black pawn · f6 black knight · e5 black pawn · d4 white knight · e4 white pawn · c3 white knight · a2 white pawn · b2 white pawn · c2 white pawn · e2 white bishop · f2 white pawn · g2 white pawn · h2 white pawn · a1 white rook · c1 white bishop · d1 white queen · e1 white king · h1 white rook | 5 |
| 4 | a8 black rook · c8 black bishop · d8 black queen · e8 black king · f8 black bishop · h8 black rook · a7 black pawn · b7 black pawn · f7 black pawn · g7 black pawn · h7 black pawn · c6 black knight · d6 black pawn · f6 black knight · e5 black pawn · d4 white knight · e4 white pawn · c3 white knight · a2 white pawn · b2 white pawn · c2 white pawn · e2 white bishop · f2 white pawn · g2 white pawn · h2 white pawn · a1 white rook · c1 white bishop · d1 white queen · e1 white king · h1 white rook | a8 black rook · c8 black bishop · d8 black queen · e8 black king · f8 black bishop · h8 black rook · a7 black pawn · b7 black pawn · f7 black pawn · g7 black pawn · h7 black pawn · c6 black knight · d6 black pawn · f6 black knight · e5 black pawn · d4 white knight · e4 white pawn · c3 white knight · a2 white pawn · b2 white pawn · c2 white pawn · e2 white bishop · f2 white pawn · g2 white pawn · h2 white pawn · a1 white rook · c1 white bishop · d1 white queen · e1 white king · h1 white rook | a8 black rook · c8 black bishop · d8 black queen · e8 black king · f8 black bishop · h8 black rook · a7 black pawn · b7 black pawn · f7 black pawn · g7 black pawn · h7 black pawn · c6 black knight · d6 black pawn · f6 black knight · e5 black pawn · d4 white knight · e4 white pawn · c3 white knight · a2 white pawn · b2 white pawn · c2 white pawn · e2 white bishop · f2 white pawn · g2 white pawn · h2 white pawn · a1 white rook · c1 white bishop · d1 white queen · e1 white king · h1 white rook | a8 black rook · c8 black bishop · d8 black queen · e8 black king · f8 black bishop · h8 black rook · a7 black pawn · b7 black pawn · f7 black pawn · g7 black pawn · h7 black pawn · c6 black knight · d6 black pawn · f6 black knight · e5 black pawn · d4 white knight · e4 white pawn · c3 white knight · a2 white pawn · b2 white pawn · c2 white pawn · e2 white bishop · f2 white pawn · g2 white pawn · h2 white pawn · a1 white rook · c1 white bishop · d1 white queen · e1 white king · h1 white rook | a8 black rook · c8 black bishop · d8 black queen · e8 black king · f8 black bishop · h8 black rook · a7 black pawn · b7 black pawn · f7 black pawn · g7 black pawn · h7 black pawn · c6 black knight · d6 black pawn · f6 black knight · e5 black pawn · d4 white knight · e4 white pawn · c3 white knight · a2 white pawn · b2 white pawn · c2 white pawn · e2 white bishop · f2 white pawn · g2 white pawn · h2 white pawn · a1 white rook · c1 white bishop · d1 white queen · e1 white king · h1 white rook | a8 black rook · c8 black bishop · d8 black queen · e8 black king · f8 black bishop · h8 black rook · a7 black pawn · b7 black pawn · f7 black pawn · g7 black pawn · h7 black pawn · c6 black knight · d6 black pawn · f6 black knight · e5 black pawn · d4 white knight · e4 white pawn · c3 white knight · a2 white pawn · b2 white pawn · c2 white pawn · e2 white bishop · f2 white pawn · g2 white pawn · h2 white pawn · a1 white rook · c1 white bishop · d1 white queen · e1 white king · h1 white rook | a8 black rook · c8 black bishop · d8 black queen · e8 black king · f8 black bishop · h8 black rook · a7 black pawn · b7 black pawn · f7 black pawn · g7 black pawn · h7 black pawn · c6 black knight · d6 black pawn · f6 black knight · e5 black pawn · d4 white knight · e4 white pawn · c3 white knight · a2 white pawn · b2 white pawn · c2 white pawn · e2 white bishop · f2 white pawn · g2 white pawn · h2 white pawn · a1 white rook · c1 white bishop · d1 white queen · e1 white king · h1 white rook | a8 black rook · c8 black bishop · d8 black queen · e8 black king · f8 black bishop · h8 black rook · a7 black pawn · b7 black pawn · f7 black pawn · g7 black pawn · h7 black pawn · c6 black knight · d6 black pawn · f6 black knight · e5 black pawn · d4 white knight · e4 white pawn · c3 white knight · a2 white pawn · b2 white pawn · c2 white pawn · e2 white bishop · f2 white pawn · g2 white pawn · h2 white pawn · a1 white rook · c1 white bishop · d1 white queen · e1 white king · h1 white rook | 4 |
| 3 | a8 black rook · c8 black bishop · d8 black queen · e8 black king · f8 black bishop · h8 black rook · a7 black pawn · b7 black pawn · f7 black pawn · g7 black pawn · h7 black pawn · c6 black knight · d6 black pawn · f6 black knight · e5 black pawn · d4 white knight · e4 white pawn · c3 white knight · a2 white pawn · b2 white pawn · c2 white pawn · e2 white bishop · f2 white pawn · g2 white pawn · h2 white pawn · a1 white rook · c1 white bishop · d1 white queen · e1 white king · h1 white rook | a8 black rook · c8 black bishop · d8 black queen · e8 black king · f8 black bishop · h8 black rook · a7 black pawn · b7 black pawn · f7 black pawn · g7 black pawn · h7 black pawn · c6 black knight · d6 black pawn · f6 black knight · e5 black pawn · d4 white knight · e4 white pawn · c3 white knight · a2 white pawn · b2 white pawn · c2 white pawn · e2 white bishop · f2 white pawn · g2 white pawn · h2 white pawn · a1 white rook · c1 white bishop · d1 white queen · e1 white king · h1 white rook | a8 black rook · c8 black bishop · d8 black queen · e8 black king · f8 black bishop · h8 black rook · a7 black pawn · b7 black pawn · f7 black pawn · g7 black pawn · h7 black pawn · c6 black knight · d6 black pawn · f6 black knight · e5 black pawn · d4 white knight · e4 white pawn · c3 white knight · a2 white pawn · b2 white pawn · c2 white pawn · e2 white bishop · f2 white pawn · g2 white pawn · h2 white pawn · a1 white rook · c1 white bishop · d1 white queen · e1 white king · h1 white rook | a8 black rook · c8 black bishop · d8 black queen · e8 black king · f8 black bishop · h8 black rook · a7 black pawn · b7 black pawn · f7 black pawn · g7 black pawn · h7 black pawn · c6 black knight · d6 black pawn · f6 black knight · e5 black pawn · d4 white knight · e4 white pawn · c3 white knight · a2 white pawn · b2 white pawn · c2 white pawn · e2 white bishop · f2 white pawn · g2 white pawn · h2 white pawn · a1 white rook · c1 white bishop · d1 white queen · e1 white king · h1 white rook | a8 black rook · c8 black bishop · d8 black queen · e8 black king · f8 black bishop · h8 black rook · a7 black pawn · b7 black pawn · f7 black pawn · g7 black pawn · h7 black pawn · c6 black knight · d6 black pawn · f6 black knight · e5 black pawn · d4 white knight · e4 white pawn · c3 white knight · a2 white pawn · b2 white pawn · c2 white pawn · e2 white bishop · f2 white pawn · g2 white pawn · h2 white pawn · a1 white rook · c1 white bishop · d1 white queen · e1 white king · h1 white rook | a8 black rook · c8 black bishop · d8 black queen · e8 black king · f8 black bishop · h8 black rook · a7 black pawn · b7 black pawn · f7 black pawn · g7 black pawn · h7 black pawn · c6 black knight · d6 black pawn · f6 black knight · e5 black pawn · d4 white knight · e4 white pawn · c3 white knight · a2 white pawn · b2 white pawn · c2 white pawn · e2 white bishop · f2 white pawn · g2 white pawn · h2 white pawn · a1 white rook · c1 white bishop · d1 white queen · e1 white king · h1 white rook | a8 black rook · c8 black bishop · d8 black queen · e8 black king · f8 black bishop · h8 black rook · a7 black pawn · b7 black pawn · f7 black pawn · g7 black pawn · h7 black pawn · c6 black knight · d6 black pawn · f6 black knight · e5 black pawn · d4 white knight · e4 white pawn · c3 white knight · a2 white pawn · b2 white pawn · c2 white pawn · e2 white bishop · f2 white pawn · g2 white pawn · h2 white pawn · a1 white rook · c1 white bishop · d1 white queen · e1 white king · h1 white rook | a8 black rook · c8 black bishop · d8 black queen · e8 black king · f8 black bishop · h8 black rook · a7 black pawn · b7 black pawn · f7 black pawn · g7 black pawn · h7 black pawn · c6 black knight · d6 black pawn · f6 black knight · e5 black pawn · d4 white knight · e4 white pawn · c3 white knight · a2 white pawn · b2 white pawn · c2 white pawn · e2 white bishop · f2 white pawn · g2 white pawn · h2 white pawn · a1 white rook · c1 white bishop · d1 white queen · e1 white king · h1 white rook | 3 |
| 2 | a8 black rook · c8 black bishop · d8 black queen · e8 black king · f8 black bishop · h8 black rook · a7 black pawn · b7 black pawn · f7 black pawn · g7 black pawn · h7 black pawn · c6 black knight · d6 black pawn · f6 black knight · e5 black pawn · d4 white knight · e4 white pawn · c3 white knight · a2 white pawn · b2 white pawn · c2 white pawn · e2 white bishop · f2 white pawn · g2 white pawn · h2 white pawn · a1 white rook · c1 white bishop · d1 white queen · e1 white king · h1 white rook | a8 black rook · c8 black bishop · d8 black queen · e8 black king · f8 black bishop · h8 black rook · a7 black pawn · b7 black pawn · f7 black pawn · g7 black pawn · h7 black pawn · c6 black knight · d6 black pawn · f6 black knight · e5 black pawn · d4 white knight · e4 white pawn · c3 white knight · a2 white pawn · b2 white pawn · c2 white pawn · e2 white bishop · f2 white pawn · g2 white pawn · h2 white pawn · a1 white rook · c1 white bishop · d1 white queen · e1 white king · h1 white rook | a8 black rook · c8 black bishop · d8 black queen · e8 black king · f8 black bishop · h8 black rook · a7 black pawn · b7 black pawn · f7 black pawn · g7 black pawn · h7 black pawn · c6 black knight · d6 black pawn · f6 black knight · e5 black pawn · d4 white knight · e4 white pawn · c3 white knight · a2 white pawn · b2 white pawn · c2 white pawn · e2 white bishop · f2 white pawn · g2 white pawn · h2 white pawn · a1 white rook · c1 white bishop · d1 white queen · e1 white king · h1 white rook | a8 black rook · c8 black bishop · d8 black queen · e8 black king · f8 black bishop · h8 black rook · a7 black pawn · b7 black pawn · f7 black pawn · g7 black pawn · h7 black pawn · c6 black knight · d6 black pawn · f6 black knight · e5 black pawn · d4 white knight · e4 white pawn · c3 white knight · a2 white pawn · b2 white pawn · c2 white pawn · e2 white bishop · f2 white pawn · g2 white pawn · h2 white pawn · a1 white rook · c1 white bishop · d1 white queen · e1 white king · h1 white rook | a8 black rook · c8 black bishop · d8 black queen · e8 black king · f8 black bishop · h8 black rook · a7 black pawn · b7 black pawn · f7 black pawn · g7 black pawn · h7 black pawn · c6 black knight · d6 black pawn · f6 black knight · e5 black pawn · d4 white knight · e4 white pawn · c3 white knight · a2 white pawn · b2 white pawn · c2 white pawn · e2 white bishop · f2 white pawn · g2 white pawn · h2 white pawn · a1 white rook · c1 white bishop · d1 white queen · e1 white king · h1 white rook | a8 black rook · c8 black bishop · d8 black queen · e8 black king · f8 black bishop · h8 black rook · a7 black pawn · b7 black pawn · f7 black pawn · g7 black pawn · h7 black pawn · c6 black knight · d6 black pawn · f6 black knight · e5 black pawn · d4 white knight · e4 white pawn · c3 white knight · a2 white pawn · b2 white pawn · c2 white pawn · e2 white bishop · f2 white pawn · g2 white pawn · h2 white pawn · a1 white rook · c1 white bishop · d1 white queen · e1 white king · h1 white rook | a8 black rook · c8 black bishop · d8 black queen · e8 black king · f8 black bishop · h8 black rook · a7 black pawn · b7 black pawn · f7 black pawn · g7 black pawn · h7 black pawn · c6 black knight · d6 black pawn · f6 black knight · e5 black pawn · d4 white knight · e4 white pawn · c3 white knight · a2 white pawn · b2 white pawn · c2 white pawn · e2 white bishop · f2 white pawn · g2 white pawn · h2 white pawn · a1 white rook · c1 white bishop · d1 white queen · e1 white king · h1 white rook | a8 black rook · c8 black bishop · d8 black queen · e8 black king · f8 black bishop · h8 black rook · a7 black pawn · b7 black pawn · f7 black pawn · g7 black pawn · h7 black pawn · c6 black knight · d6 black pawn · f6 black knight · e5 black pawn · d4 white knight · e4 white pawn · c3 white knight · a2 white pawn · b2 white pawn · c2 white pawn · e2 white bishop · f2 white pawn · g2 white pawn · h2 white pawn · a1 white rook · c1 white bishop · d1 white queen · e1 white king · h1 white rook | 2 |
| 1 | a8 black rook · c8 black bishop · d8 black queen · e8 black king · f8 black bishop · h8 black rook · a7 black pawn · b7 black pawn · f7 black pawn · g7 black pawn · h7 black pawn · c6 black knight · d6 black pawn · f6 black knight · e5 black pawn · d4 white knight · e4 white pawn · c3 white knight · a2 white pawn · b2 white pawn · c2 white pawn · e2 white bishop · f2 white pawn · g2 white pawn · h2 white pawn · a1 white rook · c1 white bishop · d1 white queen · e1 white king · h1 white rook | a8 black rook · c8 black bishop · d8 black queen · e8 black king · f8 black bishop · h8 black rook · a7 black pawn · b7 black pawn · f7 black pawn · g7 black pawn · h7 black pawn · c6 black knight · d6 black pawn · f6 black knight · e5 black pawn · d4 white knight · e4 white pawn · c3 white knight · a2 white pawn · b2 white pawn · c2 white pawn · e2 white bishop · f2 white pawn · g2 white pawn · h2 white pawn · a1 white rook · c1 white bishop · d1 white queen · e1 white king · h1 white rook | a8 black rook · c8 black bishop · d8 black queen · e8 black king · f8 black bishop · h8 black rook · a7 black pawn · b7 black pawn · f7 black pawn · g7 black pawn · h7 black pawn · c6 black knight · d6 black pawn · f6 black knight · e5 black pawn · d4 white knight · e4 white pawn · c3 white knight · a2 white pawn · b2 white pawn · c2 white pawn · e2 white bishop · f2 white pawn · g2 white pawn · h2 white pawn · a1 white rook · c1 white bishop · d1 white queen · e1 white king · h1 white rook | a8 black rook · c8 black bishop · d8 black queen · e8 black king · f8 black bishop · h8 black rook · a7 black pawn · b7 black pawn · f7 black pawn · g7 black pawn · h7 black pawn · c6 black knight · d6 black pawn · f6 black knight · e5 black pawn · d4 white knight · e4 white pawn · c3 white knight · a2 white pawn · b2 white pawn · c2 white pawn · e2 white bishop · f2 white pawn · g2 white pawn · h2 white pawn · a1 white rook · c1 white bishop · d1 white queen · e1 white king · h1 white rook | a8 black rook · c8 black bishop · d8 black queen · e8 black king · f8 black bishop · h8 black rook · a7 black pawn · b7 black pawn · f7 black pawn · g7 black pawn · h7 black pawn · c6 black knight · d6 black pawn · f6 black knight · e5 black pawn · d4 white knight · e4 white pawn · c3 white knight · a2 white pawn · b2 white pawn · c2 white pawn · e2 white bishop · f2 white pawn · g2 white pawn · h2 white pawn · a1 white rook · c1 white bishop · d1 white queen · e1 white king · h1 white rook | a8 black rook · c8 black bishop · d8 black queen · e8 black king · f8 black bishop · h8 black rook · a7 black pawn · b7 black pawn · f7 black pawn · g7 black pawn · h7 black pawn · c6 black knight · d6 black pawn · f6 black knight · e5 black pawn · d4 white knight · e4 white pawn · c3 white knight · a2 white pawn · b2 white pawn · c2 white pawn · e2 white bishop · f2 white pawn · g2 white pawn · h2 white pawn · a1 white rook · c1 white bishop · d1 white queen · e1 white king · h1 white rook | a8 black rook · c8 black bishop · d8 black queen · e8 black king · f8 black bishop · h8 black rook · a7 black pawn · b7 black pawn · f7 black pawn · g7 black pawn · h7 black pawn · c6 black knight · d6 black pawn · f6 black knight · e5 black pawn · d4 white knight · e4 white pawn · c3 white knight · a2 white pawn · b2 white pawn · c2 white pawn · e2 white bishop · f2 white pawn · g2 white pawn · h2 white pawn · a1 white rook · c1 white bishop · d1 white queen · e1 white king · h1 white rook | a8 black rook · c8 black bishop · d8 black queen · e8 black king · f8 black bishop · h8 black rook · a7 black pawn · b7 black pawn · f7 black pawn · g7 black pawn · h7 black pawn · c6 black knight · d6 black pawn · f6 black knight · e5 black pawn · d4 white knight · e4 white pawn · c3 white knight · a2 white pawn · b2 white pawn · c2 white pawn · e2 white bishop · f2 white pawn · g2 white pawn · h2 white pawn · a1 white rook · c1 white bishop · d1 white queen · e1 white king · h1 white rook | 1 |
|   | a | b | c | d | e | f | g | h |   |

- 1936. у Лењинграду осваја треће место на јуниорском шампионату СССР-а.
- 1940. у Москви игра на дванаестом шампионату СССР-а. Добија 8 партија од 10 играних и у коначном скору дели пето и шесто место.
- 1940. (крајем године) по трећи пут заредом побеђује на урајинском шампионату.
- 1941. узима учешће у мечу за апсолутног шампиона СССР-а и заузима четврто место.
- 1945. заузима друго место на четрнаестом шампионату СССР-а, иза Михаила Ботвиника. Победио је 9 партија, 6 ремизирао и 2 изгубио. Захваљујући овим успесима добио је титулу велемајстора у СССР-у. Исте године игра на трећој табли за национални тим у радио мечу СССР – САД. Ремизирао је прву партију са Рубеном Фајном али га побеђује у другој партији, добивши награду за најлепшу партују у мечу.[1]
- 1946. родила му се ћерка Татјана. Она се касније удала за Давида Бронштајна.
- 1946. дебитовао је на међународном турниру у Гронингену и делио је шесто и седмо место.
- Био је први играч који је прошао циклус мечева кандидата непоражен.
- 1950. у априлу у Будимпешти поделио је прво место са Бронштајном у мечу кандидата, али је изгубио у плејофу од Бронштајна у Москви.
- 1950. добио је од ФИДЕ титулу интернациоалног велемајстора.
- 1951. био је секундант Бронштајну у мечу са Ботвиником у мечу за титулу првака света.
- 1952. у Хелсинкију на шаховској олимпијади имао је скор 7/8.
- 1953. учествује у мечу кандидата у Цириху. Завршио је на десетом-једанаестом месту.
- 1961. игра на свом последњем шампионату СССР-а.
- 1961. осваја прво место на међународном турниру у Дебрецину.
- Од 1963. до 1969. био је секундант светском шампиону Тиграну Петросјану.
- 1968. је био селектор и капитен студентског тима СССР-а који су постали светски шампиони.
- 1971. у Минску игра свој последњи турнир.

Болеславски је имао позитиван биланс против Михаила Таља. Позната је његова партија против Таља, одиграна 1958. у Риги, где га је победио са црним фигурама.

## Шаховско наслеђе
Позната је варијанта Болеславског у Сицилијанској одбрани: 1.e4 c5 2.Sf3 d6 3.d4 cxd4 4.Sxd4 Sf6 5.Sc3 Sc6 6.Le2 e5. Такође може да се игра и у Најдорфовој варијанти са 5. ... а6 уместо Sc6.
Болеславски, заједно са Бронштајном, Гелером и Александром Константинополским, 1930. промовише Краљеву индијску одбрану која је важила у то време као сумњиво отварање.
Књига његових најбољих партија, штампана је 1990. која је добила награду као најбоља шаховска публикација те године.